# Taşucu
Taşucu ist ein Stadtbezirk der Stadt Silifke zehn Kilometer westlich der Mündung des Göksu in der Provinz Mersin, Süd-Türkei.

## Geschichte

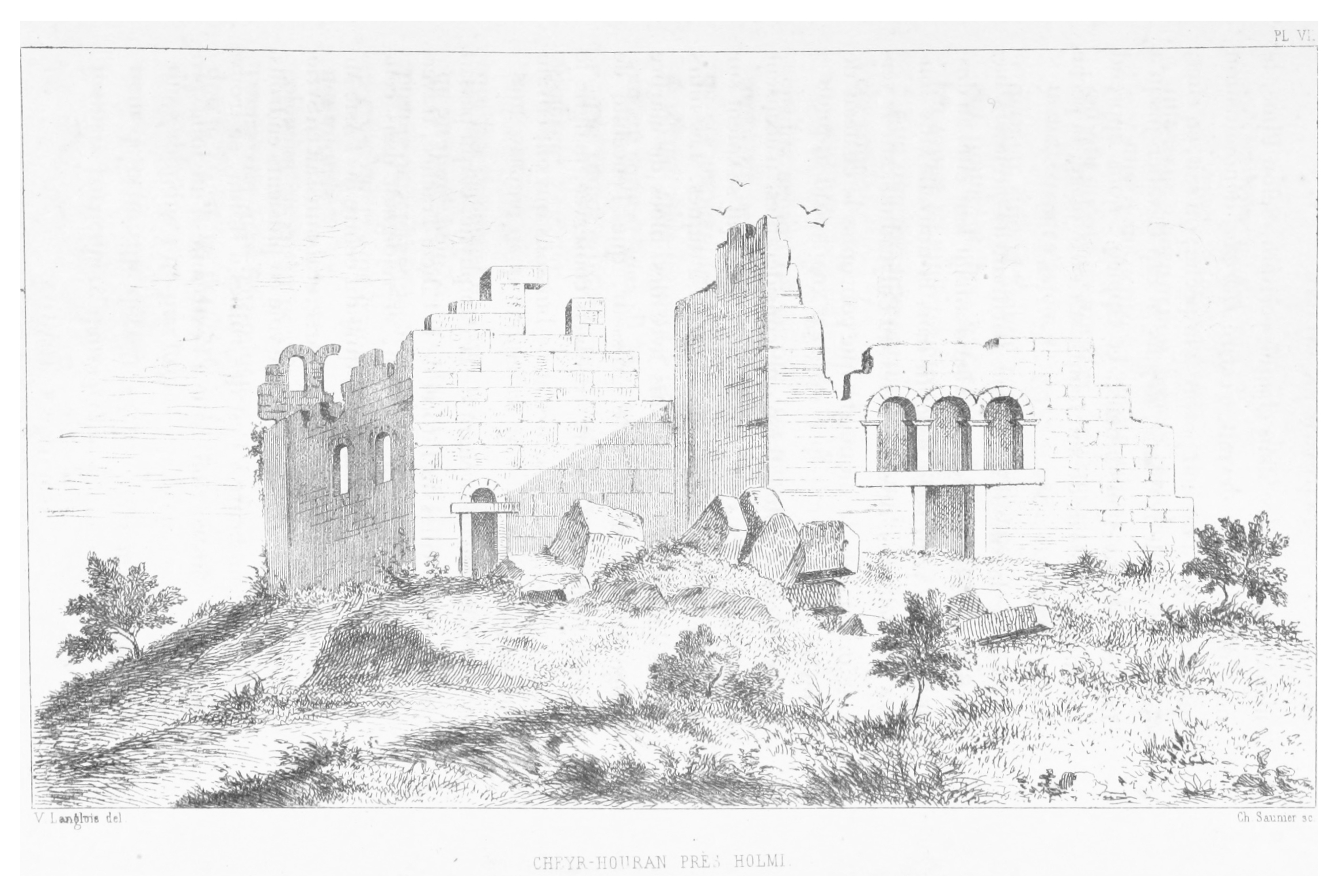
Antike Kirchenruine(?) in der Nähe von Holmoi

Östlich von Taşucu liegen Ruinen des im 7. Jahrhundert v. Chr. von Griechen gegründeten Holmoi. Piratenüberfälle führten zu dessen Zerstörung im 4. Jahrhundert v. Chr. Die Bewohner wurden nach Seleukia am Kalykadnos (heute Silifke) umgesiedelt.
Auf einer Landzunge in der Bucht von Taşucu, südwestlich des Ortes, liegt die osmanische Burgruine Liman Kalesi. Da zwischen der Küstenstraße und der Festung das Gelände eines militärischen Hafens liegt, ist sie nicht zugänglich.

## Städtepartnerschaften
Taşucu unterhält mit folgenden Städten Partnerschaften:
- Bergkamen in Nordrhein-Westfalen, 1994/1995

Im November 2007 wurde in Bergkamen ein öffentlicher Platz in „Platz von Taşucu“ umbenannt.

## Wirtschaft und Infrastruktur
Hauptwirtschaftszweig der Stadt ist in den Sommermonaten vor allem der türkische Inlandstourismus. Die Fischerei stellt einen weiteren Erwerbszweig dar. Von Taşucu gibt es eine Fährverbindung nach Kyrenia (Girne) in der Türkischen Republik Nordzypern durch zwei staatliche Gesellschaften. Im Bildungsbereich ist für den Ort vor allem die Fakultät für Tourismus der Selçuk Üniversitesi von Bedeutung, an der etwa 1000 Studenten eingeschrieben sind.